# Selcen, Çal
Selcen là một thị trấn thuộc huyện Çal, tỉnh Denizli, Thổ Nhĩ Kỳ. Dân số thời điểm năm 2010 là 834 người.